# 천라지망
《천라지망》(天羅地網, 天罗地网, Gunmen)은 홍콩에서 제작된 황지강 감독의 1988년 드라마 영화이다. 양가휘 등이 주연으로 출연하였다.

## 출연

### 주연
- 양가휘
- 이자웅
- 오가려
- 정소추

### 조연
- 정호남
- 이미봉
- 호대위
- 김양화
- 서금강
- 원빈
- 황금강
- 서보린
- 황웅